# Jodis fulgurata
Jodis fulgurata är en fjärilsart som beskrevs av Debauche 1941. Jodis fulgurata ingår i släktet Jodis och familjen mätare. Inga underarter finns listade i Catalogue of Life.